# The Almighty Johnsons
The Almighty Johnsons, es una serie de televisión de fantasía, comedia y drama de Nueva Zelanda transmitida del 7 de febrero del 2011 hasta el 26 de septiembre del 2013 por la cadena TV3.
La serie contó con la participación de los actores Antonia Prebble, Jessica Grace Smith, Millen Baird, Richard Knowles, Olivia Tennet, entre otros...
La serie fue cancelada en diciembre del 2013 después de que una estación de radio de Nueva Zelanda anunciara un mensaje de Mark Caulton, el jefe de programación de la cadena TV3.

## Historia
En su cumpleaños número 21, el joven Axl Johnson, descubre que su familia y él son reencarnaciones de dioses nórdicos, también descubre que no tienen ningún control sobre sus poderes por lo que le corresponde a Axl (quien es la reencarnación de Odin) encontrar a la reencarnación de la esposa de Odin, Frigg; para restaurar el poder y asegurar la supervivencia de su familia.
Sin embargo las cosas se complican cuando tres diosas nórdicas intentan encontrar a Frigg antes de los Johnsons para así prevenir la restauración de los poderes de los dioses, lo que ocasionaría que las diosas estuvieran debajo de ellos.
También deberán enfrentarse a la reencarnación del dios nórdico Loki y la aparición de una deidad del panteón de los maoríes.

## Personajes

### Personajes Principales
| Actor                | Personaje             | Reencarnación (Dios Nórdico)                       | Ocupación                                    | N.º de episodios | Duración    |
| -------------------- | --------------------- | -------------------------------------------------- | -------------------------------------------- | ---------------- | ----------- |
| Tim Balme            | Mikkel "Mike" Johnson | Ullr (Dios de la caza & los juegos)                | Dueño del Bar                                | 36               | 2011 - 2013 |
| Dean O'Gorman        | Anders Johnson        | Bragi (Dios de la poesía)                          | Dueño de una Compañía de Relaciones Públicas | 36               | 2011 - 2013 |
| Jared Turner         | Tyrone "Ty" Johnson   | Höðr (Dios de las cosas frías y obscuras)          | Mensajero                                    | 36               | 2011 - 2013 |
| Emmett Skilton       | Axl Johnson           | Odin (Dios de la sabiduría, la guerra & la muerte) | Estudiante                                   | 36               | 2011 - 2013 |
| Ben Barrington       | Olaf Johnson          | Baldr (Dios de la vida & el renacimiento)          | -                                            | 26               | 2011 - 2013 |
| Fern Sutherland      | Dawn                  | -                                                  | Secretaria                                   | 25               | 2011 - 2013 |
| Hayden Frost         | Zeb                   | -                                                  | -                                            | 24               | 2011 - 2013 |
| Eve Gordon           | Stacey                | Fulla                                              | Mensajera                                    | 24               | 2011 - 2013 |
| Rachel Nash          | Ingrid                | Snotra (Diosa de la prudencia & la sabiduría)      | Peluquera & Adivina                          | 22               | 2011 - 2013 |
| Michelle Langstone   | Michele Brock         | Sjöfn (Diosa del amor, lo bisexual y lo travieso)  | Doctora                                      | 21               | 2011 - 2013 |
| Keisha Castle-Hughes | Gaia                  | Iðunn                                              | Enfermera                                    | 20               | 2011 - 2013 |

### Personajes Secundarios
| Actor                 | Personaje           | Reencarnación (Dios Nórdico & Otros)                     | Ocupación                     | N.º de episodios | Duración    |
| --------------------- | ------------------- | -------------------------------------------------------- | ----------------------------- | ---------------- | ----------- |
| Alison Bruce          | Agnetha Johnson     | Freyja (Diosa del amor, la prosperidad & la fertilidad)  | -                             | 14               | 2011 - 2012 |
| Shane Cortese         | Colin Gundersen     | Loki (Dios del fuego)                                    | Abogado                       | 12               | 2011 - 2013 |
| Geoff Dolan           | Derrick             | Thor (Dios del trueno)                                   | Granjero de Cabras            | 4                | 2011 - 2013 |
| Siobhan Marshall      | Hanna Larsen        | Frigg (Diosa de la fertilidad, el amor, & el matrimonio) | Dueña de una Boutique Nupcial | 4                | 2012 - 2013 |
| Jennifer Ward-Lealand | Karen Brock         | Lofn (Diosa de las mujeres)                              | Organizadora de Fiestas       | 3                | 2013        |
| Stuart Devenie        | Johan "Joe" Johnson | Njörðr (Dios del mar & la navegación)                    | -                             | 3                | -           |
| Matthew Saville       | Martin Larsen       | Heimdallr (Dios de la luz & vigilante de Bifrost)        | -                             | 2                | 2013        |
| Jennifer Ward-Lealand | Suzie               | Sága (Diosa de la adivinación)                           | Camarera                      | 2                | 2013        |
| -                     | Frederick Larsen    | Hoenir (Dios que permanece en silencio)                  | -                             | -                | -           |

### Antiguos Personajes Secundarios
| Actor             | Personaje      | Reencarnación (Dios Nórdico)      | Ocupación                    | N.º de episodios | Duración    | Estado | Causa                               |
| ----------------- | -------------- | --------------------------------- | ---------------------------- | ---------------- | ----------- | ------ | ----------------------------------- |
| Brooke Williams   | Eva Gundersen  | Hel (Diosa del inframundo)        | Carnicera                    | 8                | 2011 - 2012 | Muerta | asesinada por Agnetha/Elizabeth     |
| Roz Turnbull      | Valerie        | -                                 | -                            | 8                | 2011        | Viva   | se fue luego de divorciarse de Mike |
| Sara Wiseman      | Helen Larvig   | Iðunn                             | Gerente del Bar              | 6                | 2011 - 2012 | Muerta | asesinada por Natalie               |
| John Leigh        | Bryn           | Gigante Enano                     | -                            | 5                | 2011 - 2012 | -      | -                                   |
| Michael Hurst     | -              | Kvasir                            | -                            | 4                | 2012        | -      | -                                   |
| Kirk Torrance     | George         | Punga (Dios maorí de todo lo feo) | -                            | 3                | 2012        | -      | -                                   |
| Matariki Whatarau | Jerome         | Maui (Dios maorí de la pesca)     | -                            | 3                | 2012        | -      | -                                   |
| Tainui Tukiwaho   | Leon           | Rongo (Dios maorí de la comida)   | -                            | 3                | 2012        | -      | -                                   |
| Kate Webby        | -              | Vár (Diosa de los juramentos)     | Asistente de Colin           | 2                | 2012        | -      | -                                   |
| Oliver Driver     | -              | Eggthér (Gigante)                 | -                            | 2                | 2012        | -      | -                                   |
| Natalie Medlock   | Natalie Mather | -                                 | Cazadora & Asesina de Dioses | 2                | 2012        | Muerta | asesinada por Colin/Loki            |

## Episodios
La primera temporada estuvo conformada por 10 episodios.
Mientras que la segunda y tercera temporadas estuvieron conformadas por 13 episodios.

## Premios y nominaciones
| Año  | Categoría                                                      | Premio           | Nominado (a)                   | Resultado |
| ---- | -------------------------------------------------------------- | ---------------- | ------------------------------ | --------- |
| 2011 | Best Performance by a Supporting Actress in General Television | General TV Award | Fern Sutherland                | Nominada  |
| 2011 | Best Original Music                                            | General TV Award | Sean Donnelly & Victoria Kelly | Nominados |

## Producción
La música que se escucha es "Oh My" de Gin.